# 外枦保重秋
外枦保 重秋（そとへぼ しげあき、1948年10月14日 - ）は、日本の元騎手・調教助手。

## 経歴
1973年3月3日に栗東・二分久男厩舎からデビューし、阪神第3競走4歳未勝利・アポミドリ（8頭中6着）で初騎乗を果たすと、同25日の小倉第4競走アラブ4歳以上オープン・ミツノセカイで初勝利を挙げる。5月12日、翌13日の京都では初の2日連続勝利、6月24日の中京では初の1日2勝を記録。1年目の同年から2桁で自己最多の25勝をマークし、3年目の1975年まで3年連続2桁勝利を記録。
1975年にはNHK杯と東京優駿でトップジローに騎乗し、NHK杯ではカブラヤオーのハナを叩いて逃げた。東京優駿では強引に先頭を奪ったカブラヤオーに1コーナーから2コーナーと執拗に絡み、実況していた長岡一也（当時・日本短波放送アナウンサー）は「玉砕戦法」と伝えたほか、後に大橋巨泉は「何でカブラヤオーに行かせてやらないんだ。最悪の騎乗だ」と批判した。3ハロン34秒5で飛ばし、カブラヤオーは皐月賞を上回る前半1000m58秒6、1200mを1分11秒8という驚異的なハイラップを刻んでしまい、トップジローはカブラヤオーから5秒6遅れた26着に終わった。
1977年から1979年には2度目の3年連続2桁勝利を記録し、1979年7月1日の阪神第4競走4歳未勝利・シンフェイムで通算100勝を達成。同年の阪神3歳ステークスではノースガストでラフオンテースに次ぐと同時にオペックホースを抑えて2着に入り、連闘で挑んだ1980年の東京優駿では10着に敗れるが、皐月賞馬ハワイアンイメージには先着した。
1981年には1年目以来となる20勝をマークし、重賞では後にジョーカプチーノの3代母に当たるジョーバブーンで不良馬場で牡馬相手の金鯱賞を13番人気ながら5着、京阪杯2着、阪神牝馬特別3着と活躍。所有していた馬主の上田けい子は、後に「すごく負けん気の強い、後方一気で伸びてくる馬」と表現している。
東田幸男と共に二分厩舎の主戦騎手を務め、1982年は自己最低の6勝に終わったものの、中日新聞杯ではハイセイコー産駒タツユウチカラでタニノチカラ産駒エントリーホープを抑えて自身唯一の重賞勝利を飾る。
1984年には8勝中4勝を秋の福島で挙げ、10月21日の第7競走きんもくせい特別では7頭中6番人気の九州産馬ヨシノアンズで勝利し、同28日には自身最後の1日2勝をマーク。12月23日の阪神第1競走3歳未勝利・インターワカクサが最後の勝利、1985年9月22日の阪神第8競走4歳以上400万下・ヒミノヒカリ（16頭中16着）が最後の騎乗となった。同年に騎手を引退。
引退後は二分厩舎の調教助手となった。

## 騎手成績
| 通算成績 | 1着 | 2着 | 3着 | 4着以下 | 出走回数 | 勝率 | 連対率 |
| -------- | --- | --- | --- | ------- | -------- | ---- | ------ |
| 平地     | 156 | 142 | 168 | 1264    | 1730     | .090 | .172   |

### 主な騎乗馬
- タツユウチカラ（1982年中日新聞杯）

その他
- ノースガスト